# Giuseppe De Marzi
Pour les articles homonymes, voir Marzi (homonymie).
Giuseppe De Marzi, connu par son surnom Bepi (diminutif de Giuseppe en dialecte vénitien), né le 28 mai 1935 à Castello d'Arzignano, dans la province de Vicence, en Vénétie, est un compositeur, organiste et chef de chœur italien.

## Biographie
Giuseppe De Marzi (qui signe parfois ses œuvres Bepi De Marzi) a fondé en 1958 la chorale masculine I Crodaioli d’Arzignano. De 1978 à 1998 il a tenu l’orgue et le clavecin dans l’ensemble I Solisti Veneti dirigé par Claudio Scimone qu’il a dirigé à l’occasion. Il a enseigné au conservatoire de Padoue.
Comme compositeur, il a écrit, paroles et musique, une centaine de pièces chorales.
Son œuvre la plus célèbre, Signore delle cime, a été traduite dans de nombreuses langues et chantée dans le monde entier. Elle fut composée en 1958 à la mémoire de son ami Bepi Bertagnoli, tragiquement disparu en montagne.